# شبگرد کالدونیای جدید
شبگرد کالدونیای جدید (نام علمی: Eurostopodus exul) نام یک گونه از سرده شبگرد گوش‌دار است.